# بخوان (ترانه اد شیرن)
«بخوان» تک‌آهنگی از هنرمند اهل بریتانیا اد شیرن است که در ۷ آوریل ۲۰۱۴ منتشر شد.
این تک‌آهنگ در چارت‌های اسکاتلند، استرالیا، نیوزلند، بریتانیا در رتبه اول و در چارت‌های کانادا، فرانسه، آلمان، سوئیس، جزو ده ترانه اول قرار گرفت.